# یواس‌اس کاتاهدین (۱۸۶۱)
یواس‌اس کاتاهدین (۱۸۶۱) (به انگلیسی: USS Katahdin (1861)) یک کشتی بود که طول آن ۱۵۸ فوت (۴۸ متر) بود. این کشتی در سال ۱۸۶۱ ساخته شد.